# Кави-Казалоне (Арецо)
Кави-Казалоне је насеље у Италији у округу Арецо, региону Тоскана.
Према процени из 2011. у насељу је живело 558 становника. Насеље се налази на надморској висини од 291 м.